# Canton de Nogent-le-Rotrou
Le canton de Nogent-le-Rotrou est une circonscription électorale française située dans le département d'Eure-et-Loir et la région Centre-Val de Loire.

## Histoire
Le canton de Nogent-le-Rotrou a été créé en 1790.
Un nouveau découpage territorial d'Eure-et-Loir entre en vigueur à l'occasion des élections départementales de mars 2015, défini par le décret du 24 février 2014, en application des lois du 17 mai 2013 (loi organique 2013-402 et loi 2013-403). Les conseillers départementaux sont, à compter de ces élections, élus au scrutin majoritaire binominal mixte. Les électeurs de chaque canton élisent au Conseil départemental, nouvelle appellation du Conseil général, deux membres de sexe différent, qui se présentent en binôme de candidats. Les conseillers départementaux sont élus pour 6 ans au scrutin binominal majoritaire à deux tours, l'accès au second tour nécessitant 12,5 % des inscrits au 1er tour. En outre la totalité des conseillers départementaux est renouvelée. Ce nouveau mode de scrutin nécessite un redécoupage des cantons dont le nombre est divisé par deux avec arrondi à l'unité impaire supérieure si ce nombre n'est pas entier impair, assorti de conditions de seuils minimaux. Dans l'Eure-et-Loir, le nombre de cantons passe ainsi de 29 à 15. Le nombre de communes du canton de Nogent-le-Rotrou passe de 10 à 33.
Le nouveau canton de Nogent-le-Rotrou est formé de communes des anciens cantons de Nogent-le-Rotrou (10 communes), de La Loupe (13 communes) et de Thiron-Gardais (10 communes). Le canton est entièrement inclus dans l'arrondissement de Nogent-le-Rotrou. Le bureau centralisateur est situé à Nogent-le-Rotrou.

## Géographie
Ce canton est organisé autour de Nogent-le-Rotrou dans l'arrondissement de Nogent-le-Rotrou dans la région naturelle du Perche. Son altitude varie de 97 m (Nogent-le-Rotrou) à 286 m (La Gaudaine) pour une altitude moyenne de 179 m.

## Représentation

### Conseillers généraux de 1833 à 2015
| Période      | Période      | Identité                                         | Étiquette           | Qualité |
| ------------ | ------------ | ------------------------------------------------ | ------------------- | --- |
| 1833         | 1848         | Joseph Dugué (1787-1849)                         |                     | Avoué puis Président du Tribunal de Nogent-le-Rotrou |
| 1848         | 1871         | Eugène Casimir Lebreton                          | Majorité dynastique | Général de division retraité Député d'Eure-et-Loir (1848-1851 et 1863-1870) Député de Vendée (1857-1863) Maire de Luigny (1870, 1871, 1874), conseiller d'arrondissement du canton d'Authon-du-Perche (1842-1848) Président du Conseil Général |
| 1871         | 1873 (décès) | Barthélemy Marin Doullay (1806-1873)             |                     | Maire de Nogent-le-Rotrou |
| 1873         | 1880         | Marc Athanase Parfait Œillet Desmurs (1804-1894) | Droite              | Avocat à la Cour de cassation, maire de Nogent-le-Rotrou (1860-1868), propriétaire du château |
| 1880         | 1886         | Jean-Baptiste Alfred Bailly                      | Républicain         | Propriétaire à Nogent-le-Rotrou |
| 1886         | 1898 (décès) | Aristide Philippe Gouverneur (1829-1898)         | Républicain         | Propriétaire, imprimeur, maire de Nogent-le-Rotrou |
| 1898         | 1928 (décès) | Henri Villette-Gaté                              | Républicain         | Industriel Maire de Nogent-le-Rotrou (1898-1925) |
| 1928         | 1938 (décès) | Paul Roussard (1869-1938)                        | RG                  | Négociant Maire de Nogent-le-Rotrou (1925-1936) |
| 1939         | 1940         | Jean Deschanel (1904-1963)                       | Rad.ind.            | Membre de plusieurs cabinets ministériels Député (1932-1942) Nommé conseiller départemental en 1943 |
|              |              |                                                  |                     | |
| 1945         | 1946 (décès) | Louis Aveline (1878-1946)                        | Rad.                | Eleveur à Nogent-le-Rotrou Vide-Président de la société hippique percheronne de France |
| 1946         | 1953 (décès) | Albert Ducœurjoly (1886-1953)                    | RI                  | Maire de Brunelles |
| 23 mars 1953 | 1967         | Edmond Moulin (1906-1979)                        | DVD                 | Maire de Brunelles (1953-1977) Vice président de la chambre d'agriculture d'Eure-et-Loir |
| 1967         | 1985         | Robert Huwart (1920-1987)                        | DVG puis MRG        | Directeur d'entreprise Président du Conseil Général (1979-1985) Maire de Nogent-le-Rotrou (1965-1987) |
| 1985         | 1998         | Patrick Hoguet                                   | UDF                 | Administrateur principal à la Commission des communautés européennes Conseiller municipal de Nogent-le-Rotrou, Suppléant du député Maurice Dousset (1973-1988) - Député (1993-1997 et 2002-2003)                                               |
| 1998         | 2015         | Philippe Ruhlmann                                | DVG                 | Enseignant Maire de Margon |

### Conseillers d'arrondissement (de 1833 à 1940)
Le canton de Nogent-le-Rotrou avait trois conseillers d'arrondissement.
| Période | Période | Identité                                     | Étiquette       | Qualité |
| --- | ------- | -------------------------------------------- | --------------- | --- |
| 1833 | 1848    | Auguste Dugué (1796-1876)                    |                 | Négociant à Nogent-le-Rotrou Propriétaire du château de Béancé à Montaillé (Sarthe)                                           |
| 1833 | 1839    | Louis Lelasseux (1777-1841)                  |                 | Négociant Adjoint au maire puis maire (1835-1839) de Nogent-le-Rotrou                                                         |
| 1833 | 1839    | Onésipe Tullius Émile Léon Silvy (1799-1889) |                 | Avoué, maire de Nogent-le-Rotrou                                                                                              |
| 1839 | 1848    | Paul Émile Leclanché (1794-1872)             |                 | Avoué à Nogent-le-Rotrou |
| 1839 | 1848    | Alexandre Tramblay (1794-1866)               |                 | Propriétaire à Nogent-le-Rotrou                                                                                               |
| 1848 | 1852    | Barthélémy Marin Doullay (1806-1873)         |                 | Avoué Maire de Nogent-le-Rotrou (1848-1850)                                                                                   |
| 1848 | 1861    | Jean Baptiste Lefebvre (1807-1862)           |                 | Notaire |
| 1848 | 1855    | Jean Baptiste Moullin (1793-1869)            |                 | Propriétaire, secrétaire de préfecture                                                                                        |
| 1852 | 1867    | Achille Gabriel Fergon (1795-1886)           |                 | Officier de cavalerie, propriétaire                                                                                           |
| 1855 | 1871    | Henri Philbert de Turin (1800-1876)          |                 | |
| 1857 | 1860    | Jean Jacques Blotin (1814-1874)              |                 | Notaire, juge de paix |
| 1861 | 1873    | Marc Athanase Parfait Œillet Des Murs        | Droite          | Avocat à la Cour de cassation Maire de Nogent-le-Rotrou (1860-1868)                                                           |
| 1867 | 1871    | Barthélémy Marin Doullay (1806-1873)         |                 | Avoué Maire de Nogent-le-Rotrou (1870-1873)                                                                                   |
| 1871 | 1877    | Charles Dugué (1822-1877)                    |                 | Banquier, administrateur des hospices Maire de Nogent-le-Rotrou (1875-1877)                                                   |
| 1871 | 1877    | Achille Gabriel Fergon (1795-1886)           |                 | Officier de cavalerie, propriétaire                                                                                           |
| 1873 | 1877    | Louis Pierre Augustin Moulin (1830-1888)     |                 | Cultivateur |
| 1877 | 1883    | Étienne Lucien Bouché (1807-1891)            |                 | Instituteur, artiste lyrique Maire de Nogent-le-Rotrou (1881-1882)                                                            |
| 1877 | 1883    | M. Gaulard                                   |                 | |
| 1883 | 1888    | Charles Eugène Désiré Guillaume (1828-1899)  |                 | Capitaine d'infanterie |
| 1883 |         | Ferdinand Marie Tirard (1841-1909)           |                 | Manufacturier en chapeaux à Nogent-le-Rotrou Ancien ingénieur des constructions navales Président du Conseil d'arrondissement |
| 1888 | 1901    | Jules Tournet-Desplantes (1826-1907)         |                 | Maire de Nogent-le-Rotrou (1892-1898)                                                                                         |
| 1892 | 1898    | Auguste Charles Rigot                        |                 | Éleveur Maire de Saint-Bomer                                                                                                  |
| 1895 | 1898    | Henri Villette-Gaté                          |                 | Industriel Maire de Nogent-le-Rotrou (1898-1925)                                                                              |
| 1898 |         | Charles Paul René                            |                 | Banquier, huissier |
| 1898 | 1898    | Julien Constant Gogeard (1853-1913)          |                 | |
| 1901 | 1907    | Émile Ernest Guinebert                       |                 | Quincailler |
| 1907 |         | Charles Guérin (1862-1930)                   |                 | Maire de Margon |
| 1907 | 1926    | Charles Levillain                            | Radical         | Médecin à Nogent-le-Rotrou |
| 1913 | 1931    | Charles Guérin (1862-1930)                   | RG              | Maire de Margon Président du Conseil d'arrondissement                                                                         |
| 1919 | 1925    | Émile Gohon (1860-1946)                      | Radical         | Juge honoraire au tribunal de Paris Conseiller municipal de Nogent-le-Rotrou                                                  |
| 1925 | 1926    | Denis Anselme Neveu (1874-1936)              |                 | Maire des Etilleux |
| 1925 | 1937    | Henry Tirard                                 | Droite          | Négociant à Nogent-le-Rotrou                                                                                                  |
| 1931 |         | Léon Moulin                                  | Droite          | Ancien maire de Champrond-en-Perchet, conseiller municipal de Brunelles                                                       |
| 1937 | 1940    | Eugène Chauvin                               | Union nationale | Pharmacien Conseiller municipal puis maire (1936-1941) de Nogent-le-Rotrou                                                    |
| 1937 | 1940    | Robert Brizard                               | Union nationale | Directeur d'assurance Conseiller municipal de Nogent-le-Rotrou                                                                |
| 1937 | 1940    | Pierre-François Poirier                      | Union nationale | Propriétaire à Nogent-le-Rotrou                                                                                               |
| Les conseils d'arrondissement ont été suspendus par la loi du 12 octobre 1940 et n'ont jamais été réactivés |         |                                              |                 | |

### Conseillers départementaux depuis 2015
| Période élective | Période élective | Mandat | Mandat   | Identité           | Nuance | Nuance | Qualité |
| ---------------- | ---------------- | ------ | -------- | ------------------ | ------ | ------ | --- |
| 2015             | 2021             | 2015   | 2021     | Pascale de Souancé |        | DVD    | Commerçante à Margon Conseillère municipale de Nogent-le-Rotrou (depuis 2020) |
| 2015             | 2021             | 2015   | 2021     | Luc Lamirault      |        | DVD    | Chef d’entreprise Suppléant de Laure de La Raudière Député Agir puis Horizons d'Eure-et-Loir (2021-2024) Ancien maire de Saintigny (2019-2020) Ancien maire de Saint-Denis-d'Authou (1989-2018) Ancien président de la communauté de communes du Perche thironnais (2005-2016) Ancien conseiller général du canton de Thiron-Gardais (1992-2015) |
| 2021             | 2028             | 2021   | en cours | Stéphanie Coutel   |        | DIV    | Infirmière en réanimation, maire de Manou |
| 2021             | 2028             | 2021   | en cours | Éric Gérard        |        | LR     | Pharmacien, maire de La Loupe, ancien conseiller général du canton de La Loupe (2008-2015), 3ème Vice-Président du conseil départemental Suppléant du député Harold Huwart depuis 2024 |

### Résultats détaillés

#### Élections de mars 2015
À l'issue du 1er tour des élections départementales de 2015, trois binômes sont en ballottage : Pascale de Souancé et Luc Lamirault (DVD, 35,44 %), Corinne Lamirault et Philippe Ruhlmann (DVG, 30,77 %) et Laurent Auguste et Morgane Imart (FN, 28,91 %). Le taux de participation est de 54,26 % (11 331 votants sur 20 883 inscrits) contre 48,57 % au niveau départementalet 50,17 % au niveau national.
Au second tour, Pascale de Souancé et Luc Lamirault (DVD) sont élus avec 39,78 % des suffrages exprimés et un taux de participation de 55,93 % (4 493 voix pour 11 675 votants et 20 876 inscrits).

#### Élections de juin 2021
Le premier tour des élections départementales de 2021 est marqué par un très faible taux de participation (33,26 % au niveau national). Dans le canton de Nogent-le-Rotrou, ce taux de participation est de 35,87 % (7 382 votants sur 20 581 inscrits) contre 32,03 % au niveau départemental. À l'issue de ce premier tour, deux binômes sont en ballottage : Pascale de Souancé et Victor Provot (DVD, 27,52 %) et Stéphanie Coutel et Éric Gerard (DVD, 20,64 %).
Le second tour des élections est marqué une nouvelle fois par une abstention massive équivalente au premier tour. Les taux de participation sont de 34,36 % au niveau national, 32,5 % dans le département et 36,43 % dans le canton de Nogent-le-Rotrou. Stéphanie Coutel et Éric Gerard (DVD) sont élus avec 51,68 % des suffrages exprimés (3 522 voix pour 7 499 votants et 20 587 inscrits),,.

## Composition

### Composition avant 2015
Le canton de Nogent-le-Rotrou regroupait dix communes.
| Nom                          | Code Insee | Codepostal | Superficie (km2) | Population (dernière pop. légale) | Densité (hab./km2) |
| ---------------------------- | ---------- | ---------- | ---------------- | --------------------------------- | ------------------ |
| Nogent-le-Rotrou (chef-lieu) | 28280      | 28400      | 23,49            | 10 643 (2012)                     | 453                |
| Argenvilliers                | 28010      | 28480      | 18,35            | 360 (2012)                        | 20                 |
| Brunelles                    | 28063      | 28400      | 19,99            | 566 (2012)                        | 28                 |
| Champrond-en-Perchet         | 28072      | 28400      | 9,02             | 397 (2012)                        | 44                 |
| La Gaudaine                  | 28175      | 28400      | 9,19             | 175 (2012)                        | 19                 |
| Margon                       | 28236      | 28400      | 12,13            | 1 267 (2012)                      | 104                |
| Saint-Jean-Pierre-Fixte      | 28342      | 28400      | 6,91             | 284 (2012)                        | 41                 |
| Souancé-au-Perche            | 28378      | 28400      | 18,94            | 542 (2012)                        | 29                 |
| Trizay-Coutretot-Saint-Serge | 28395      | 28400      | 11,15            | 470 (2012)                        | 42                 |
| Vichères                     | 28407      | 28480      | 12,27            | 316 (2012)                        | 26                 |

### Composition à partir de 2015
Le nouveau canton de Nogent-le-Rotrou comprenait trente-trois communes entières à sa création.
À la suite de la création des communes nouvelles d'Arcisses et de Saintigny, la composition du canton est révisée par le décret du 7 novembre 2019. Le nombre de communes du canton est alors de 30.
| Nom                                      | Code Insee | Intercommunalité    | Superficie (km2) | Population (dernière pop. légale) | Densité (hab./km2) | Modifier                                    |
| ---------------------------------------- | ---------- | ------------------- | ---------------- | --------------------------------- | ------------------ | ------------------------------------------- |
| Nogent-le-Rotrou (bureau centralisateur) | 28280      | CC du Perche        | 23,49            | 9 305 (2022)                      | 396                | modifier les données · modifier les données |
| Arcisses                                 | 28236      | CC du Perche        | 45,43            | 2 209 (2022)                      | 49                 | modifier les données · modifier les données |
| Argenvilliers                            | 28010      | CC du Perche        | 18,35            | 318 (2022)                        | 17                 | modifier les données · modifier les données |
| Belhomert-Guéhouville                    | 28033      | CC Terres de Perche | 10,95            | 811 (2022)                        | 74                 | modifier les données · modifier les données |
| Champrond-en-Gâtine                      | 28071      | CC Terres de Perche | 33,68            | 733 (2022)                        | 22                 | modifier les données · modifier les données |
| Champrond-en-Perchet                     | 28072      | CC du Perche        | 9,02             | 389 (2022)                        | 43                 | modifier les données · modifier les données |
| Chassant                                 | 28086      | CC Terres de Perche | 4,46             | 304 (2022)                        | 68                 | modifier les données · modifier les données |
| Combres                                  | 28105      | CC Terres de Perche | 14,90            | 553 (2022)                        | 37                 | modifier les données · modifier les données |
| Les Corvées-les-Yys                      | 28109      | CC Terres de Perche | 13,51            | 327 (2022)                        | 24                 | modifier les données · modifier les données |
| La Croix-du-Perche                       | 28119      | CC Terres de Perche | 12,50            | 148 (2022)                        | 12                 | modifier les données · modifier les données |
| Fontaine-Simon                           | 28156      | CC Terres de Perche | 16,88            | 887 (2022)                        | 53                 | modifier les données · modifier les données |
| La Gaudaine                              | 28175      | CC du Perche        | 9,19             | 179 (2022)                        | 19                 | modifier les données · modifier les données |
| Happonvilliers                           | 28192      | CC Terres de Perche | 18,96            | 309 (2022)                        | 16                 | modifier les données · modifier les données |
| La Loupe                                 | 28214      | CC Terres de Perche | 7,27             | 3 230 (2022)                      | 444                | modifier les données · modifier les données |
| Manou                                    | 28232      | CC Terres de Perche | 13,38            | 606 (2022)                        | 45                 | modifier les données · modifier les données |
| Marolles-les-Buis                        | 28237      | CC Terres de Perche | 13,08            | 207 (2022)                        | 16                 | modifier les données · modifier les données |
| Meaucé                                   | 28240      | CC Terres de Perche | 11,33            | 499 (2022)                        | 44                 | modifier les données · modifier les données |
| Montireau                                | 28264      | CC Terres de Perche | 10,10            | 136 (2022)                        | 13                 | modifier les données · modifier les données |
| Montlandon                               | 28265      | CC Terres de Perche | 2,87             | 254 (2022)                        | 89                 | modifier les données · modifier les données |
| Nonvilliers-Grandhoux                    | 28282      | CC Terres de Perche | 21,61            | 431 (2022)                        | 20                 | modifier les données · modifier les données |
| Saint-Éliph                              | 28335      | CC Terres de Perche | 23,46            | 833 (2022)                        | 36                 | modifier les données · modifier les données |
| Saint-Jean-Pierre-Fixte                  | 28342      | CC du Perche        | 6,91             | 269 (2022)                        | 39                 | modifier les données · modifier les données |
| Saint-Maurice-Saint-Germain              | 28354      | CC Terres de Perche | 12,19            | 484 (2022)                        | 40                 | modifier les données · modifier les données |
| Saint-Victor-de-Buthon                   | 28362      | CC Terres de Perche | 27,72            | 509 (2022)                        | 18                 | modifier les données · modifier les données |
| Saintigny                                | 28331      | CC Terres de Perche | 45,22            | 934 (2022)                        | 21                 | modifier les données · modifier les données |
| Souancé-au-Perche                        | 28378      | CC du Perche        | 18,94            | 496 (2022)                        | 26                 | modifier les données · modifier les données |
| Thiron-Gardais                           | 28387      | CC Terres de Perche | 13,46            | 972 (2022)                        | 72                 | modifier les données · modifier les données |
| Trizay-Coutretot-Saint-Serge             | 28395      | CC du Perche        | 11,15            | 438 (2022)                        | 39                 | modifier les données · modifier les données |
| Vaupillon                                | 28401      | CC Terres de Perche | 12,47            | 461 (2022)                        | 37                 | modifier les données · modifier les données |
| Vichères                                 | 28407      | CC du Perche        | 12,27            | 288 (2022)                        | 23                 | modifier les données · modifier les données |
| Canton de Nogent-le-Rotrou               | 2813       |                     | 494,75           | 27 519 (2022)                     | 56                 | modifier les données                        |

## Démographie

### Démographie avant 2015
| 1962   | 1968   | 1975   | 1982   | 1990   | 1999   | 2006   | 2011   | 2012   |
| ------ | ------ | ------ | ------ | ------ | ------ | ------ | ------ | ------ |
| 12 708 | 14 556 | 16 102 | 16 247 | 15 654 | 15 631 | 15 811 | 15 150 | 15 020 |

### Démographie depuis 2015
En 2022, le canton comptait 27 519 habitants, en évolution de −3,67 % par rapport à 2016 (Eure-et-Loir : −0,23 %, France hors Mayotte : +2,11 %).
| 2013   | 2018   | 2022   |
| ------ | ------ | ------ |
| 29 419 | 27 991 | 27 519 |